# Орловка (Исилькульский район)
Орловка — исчезнувшая деревня в Исилькульского района Омской области России. Входила в состав Украинского сельского поселения. Исключена из учётных данных в 2009 г.

## История
В 1928 г. село Орловка состояло из 150 хозяйств. Центр Орловского сельсовета Исилькульского района Омского округа Сибирского края.

## Население
По переписи 1926 г. в селе проживало 861 человек (436 мужчин и 425 женщин), основное население — украинцы.
По переписи 2002 г. в деревне Орловка проживало 5 человек, 80 % населения которого составляли казахи.

## Уроженцы
- Алексей Дмитриевич Боридько — колхозник, бригадир совхоза «Чистовский» Булаевского района Северо-Казахстанской области, Казахская ССР. Герой Социалистического Труда.